# Sycamore Gap Tree

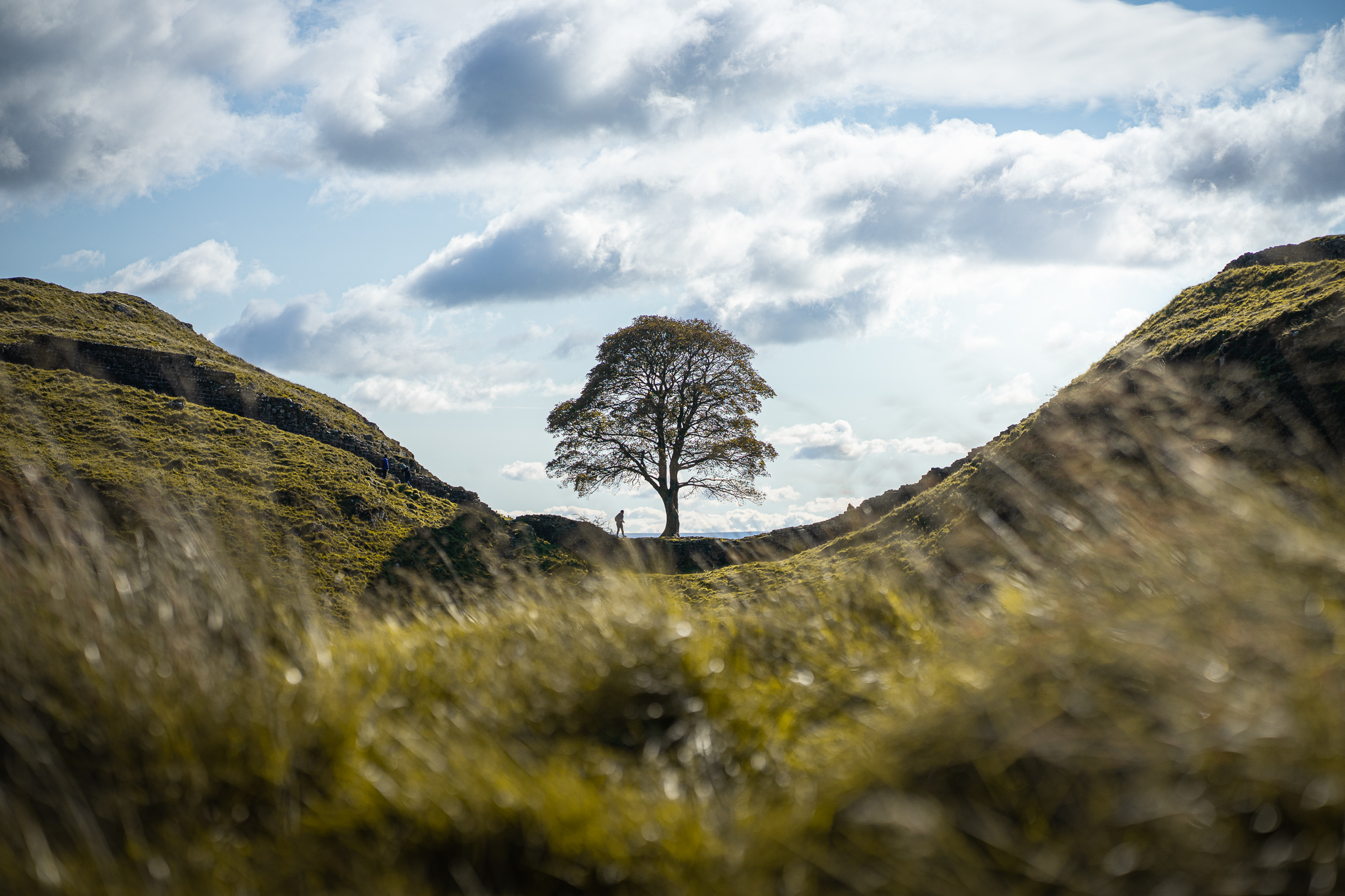
Blick auf den Baum im Jahr 2020

Der Sycamore Gap Tree, auch Robin Hood Tree genannt, war ein Berg-Ahorn, der neben dem Hadrianswall in der Nähe des Sees Crag Lough nordwestlich von Bardon Mill in Northumberland, England, stand. Er befand sich in der Mitte eines markanten Sattels in der Landschaft und war ein beliebtes Fotomotiv, weshalb er als einer der meistfotografierten Bäume des Landes gilt. Seinen alternativen Namen Robin Hood Tree erhielt er durch eine prominente Szene in dem Film Robin Hood – König der Diebe von 1991. Der Baum wurde 2016 in England zum Baum des Jahres gekürt.
Das Wahrzeichen wurde am frühen Morgen des 28. September 2023 in einem Akt von Vandalismus gefällt, der verbliebene Baumstumpf hat dies jedoch überlebt und trieb Stand August 2024 neu aus.

## Örtlichkeit

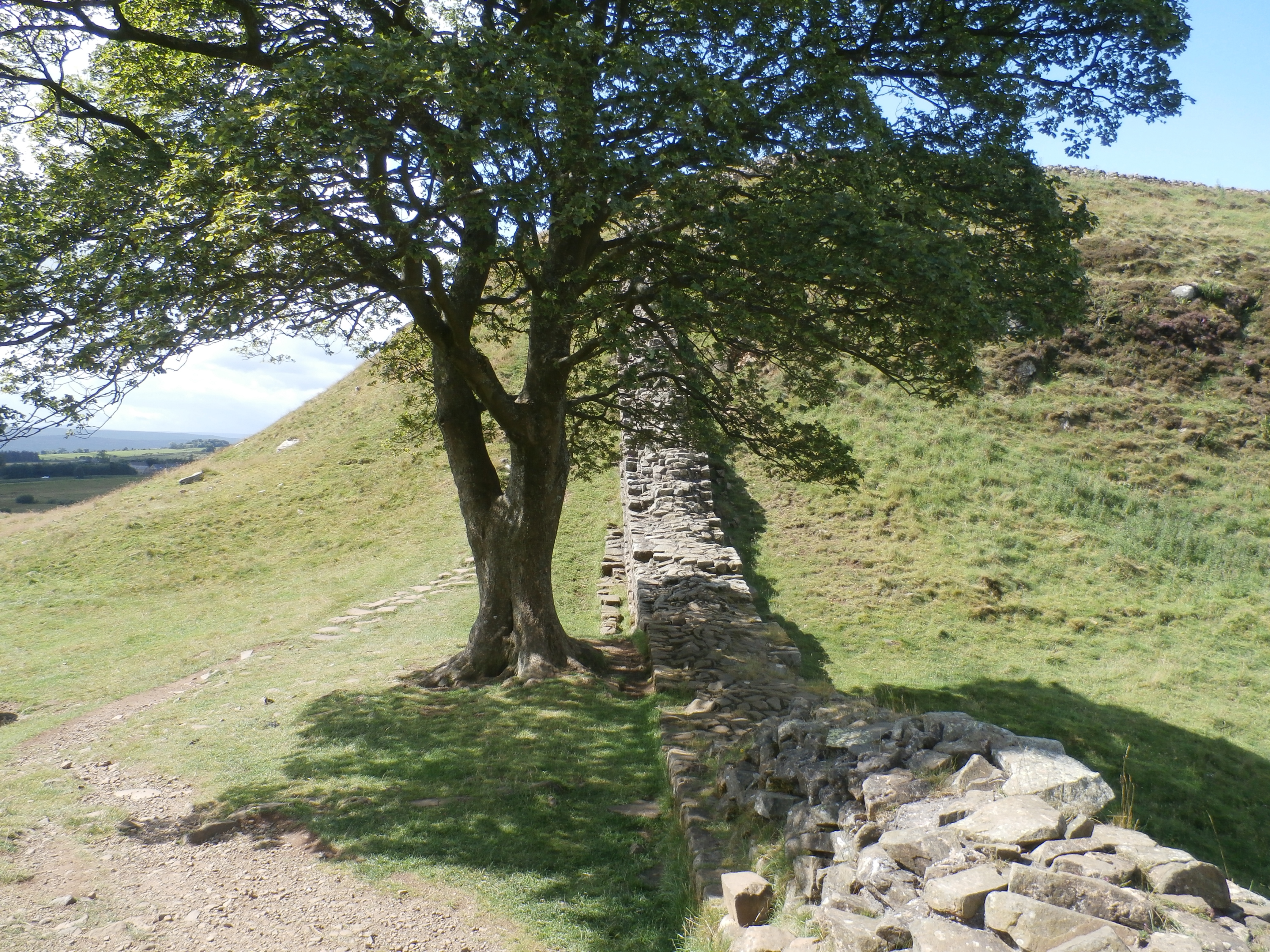
Baum und Wall (2015)

Der Baumstumpf befindet sich am Hadrianswall bei der Koordinatenangabe NY 761677, zwischen Milecastle 39 und Crag Lough, etwa 3,2 km westlich des römischen Forts Housesteads in Northumberland im Norden von England. Dieser Abschnitt der Mauer folgt dem Rand einer Klippe – einem Ausläufer der Whin Sill – und mehreren scharfen Einschnitten, die durch schmelzendes Gletscherwasser entstanden sind. Der Stumpf befindet sich in einer dieser Vertiefungen, wobei die Klippe und die Mauer auf beiden Seiten drastisch ansteigen. Die Mauer und das angrenzende Land, einschließlich des Standorts des Baums, sind im Besitz des National Trust.
Der Baum war eine beliebte Touristenattraktion und wurde als einer der meistfotografierten Bäume des Landes bezeichnet, und der Standort ist möglicherweise der meistfotografierte Punkt im gesamten Northumberland-Nationalpark. Er war von der nahe gelegenen Militärstraße B6318 aus zu sehen. Der Name „Sycamore Gap“ wurde von einem Mitarbeiter des National Trust geprägt, als das Ordnance Survey das Gebiet neu kartierte und fragte, ob der zuvor unbenannte Ort eine Bezeichnung habe.
Es handelt sich um einen Berg-Ahorn (engl. sycamore). Über das Alter des Baumes und die Gründe für seine Anpflanzung gibt es keine eindeutigen Angaben. Nach Angaben des National Trust wurde der Baum im späten 19. Jahrhundert von dem Landbesitzer John Clayton als Landschaftselement gepflanzt.
Im Jahr 2016 wurde der Baum für den Wettbewerb Englands Baum des Jahres nominiert. Er wurde aus 200 Mitbewerbern für die endgültige Auswahlliste von 10 ausgewählt und gewann den Wettbewerb mit 2.542 von 11.913 Stimmen. Der Preis war ein Zuschuss in Höhe von 1.000 Pfund, der für die Untersuchung des Zustands des Baumes und die Durchführung von Arbeiten zum Schutz seiner Wurzeln verwendet wurde, die aufgrund des hohen Fußgängeraufkommens freigelegt wurden. Der Sycamore Gap Tree nahm am Wettbewerb Europäischer Baum des Jahres 2017 teil, bei dem er mit 7.123 Stimmen den 5. von 16 Plätzen belegte.

### Der Baum in Film und Fernsehen
Der Baum taucht in einer Schlüsselszene zu Beginn des Kevin-Costner-Films Robin Hood – König der Diebe aus dem Jahr 1991 auf und wurde seitdem auch als „Robin Hood Tree“ bezeichnet. Er erschien im Musikvideo zu Bryan Adams’ (Everything I Do) I Do It for You, einem Lied aus dem Soundtrack des Films; das Video lief häufig bei Top of the Pops. Er wurde auch in der TV-Krimiserie Vera – Ein ganz spezieller Fall und in der Dokumentarserie More Tales from Northumberland mit Robson Green gezeigt. Der Standort war bei Astrofotografen und Sternbeobachtern beliebt. Der Baum blieb am 30. Mai 2003 unversehrt, als ein Hubschrauber, der für die Dreharbeiten zu British Isles – A Natural History eingesetzt wurde, etwa 30 Meter entfernt abstürzte und den Moderator Alan Titchmarsh nur knapp verfehlte. Die vier Personen an Bord wurden leicht verletzt. Der Baum ist auch in zwei Szenen im Film 28 Years Later zu sehen, wobei nicht klar ist, ob die Dreharbeiten noch vor der Fällung stattfanden oder ob der Baum via CGI eingefügt wurde.

### Fällung 2023

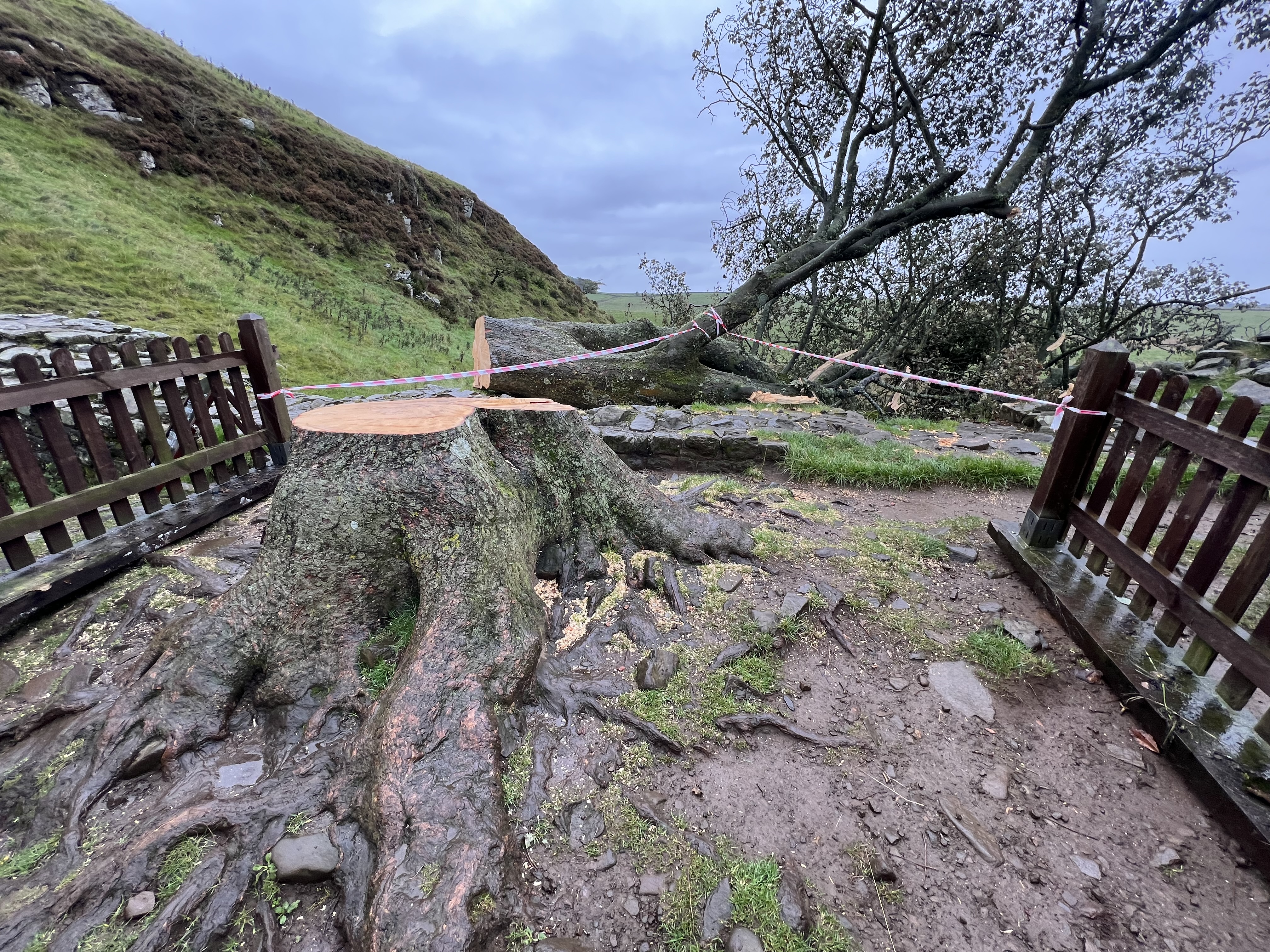
Gefällter Baum (2023)

Der Baum wurde am frühen Morgen des 28. September 2023 illegal mit einer Kettensäge gefällt. Aufgrund der starken Winde, die der Sturm Agnes verursacht hatte, hörten die Anwohner nichts. Polizei und Parkwächter fanden eine weiße Linie unterhalb der Schnittstelle vor, der Baum sei „geschickt mit einer scharfen Kettensäge zersägt worden“. Ein 16-jähriger wurde nach der Tat zunächst festgenommen und anschließend auf Kaution entlassen.
Im Oktober 2023 wurden zwei tatverdächtige Männer aus Cumbria verhaftet und zunächst auf Kaution wieder entlassen. Am 30. April 2024 wurden die beiden mutmaßlichen Täter wegen der Fällung des Baums wegen Sachbeschädigung von der Staatsanwaltschaft angeklagt. Bei einem ersten Verhandlungstermin am 16. Mai 2024 im zuständigen Magistrates’ Court verwies die Richterin den Prozess aufgrund seiner Tragweite an den übergeordneten Crown Court. Am ersten Verhandlungstag am 12. Juni 2024 bestritten beide Angeklagte, den Baum gefällt zu haben. Die Hauptverhandlung wurde für den 3. Dezember 2024 angesetzt. Beide Angeklagte blieben gegen Kaution auf freiem Fuß. Aufgrund einer Erkrankung eines der Angeklagten wurde das Verfahren verschoben. Im Mai 2025 wurden die beiden 39 und 32 Jahre alten Angeklagten wegen Sachbeschädigung in zwei Fällen, am Baum und am Hadrianswall, schuldig gesprochen. Der Schaden beläuft sich nach einer ersten Schätzung auf rund £623,000 (umgerechnet etwa 730.000 Euro), was später auf rund £450,000 (etwa 530.000 Euro) reduziert wurde. Die beiden Täter wurden am 15. Juli 2025 durch den Newcastle Crown Court zu jeweils vier Jahren und drei Monaten Haft verurteilt. In der Urteilsbegründung meinte die vorsitzende Richterin, dass das genaue Tatmotiv unklar bliebe, aber dass die Fällung des Baumes den beiden wohl „eine Art Nervenkitzel“ („some sort of thrill“) verschafft habe.
National-Trust-Manager Andrew Poad erklärte Ende 2023, dass der Stumpf „gesund“ erscheine und der Baum möglicherweise als Stockausschlag nachwachsen könne; es werde jedoch „einige Jahre dauern, bis er sich zu einem kleinen Baum entwickel[e], und etwa 150 bis 200 Jahre, bevor er auch nur annähernd das erreich[e], was [...] verloren [ging]“. Auch wurden aus Samen des Baumes Setzlinge gezogen. Im Juli 2024 wurden acht Triebe entdeckt, welche aus dem Stumpf sprossen und eine Länge von drei bis fünf Zentimetern erreicht hatten. Sie sollen nun einige Jahre wachsen und dann entweder günstig geformt oder auf einen dominanten Trieb reduziert werden.

## Belege
1. 1 2 3 4 5   Famous Hadrian's Wall tree wins national competition In: Carlisle News and Star, 31. Dezember 2016. Abgerufen am 11. Juli 2018 (englisch).
2. ↑   Sycamore Gap on Hadrian's Wall is 'Tree of the Year' In: ITV News, 18. Dezember 2016. Abgerufen am 11. Juli 2018 (englisch).
3. ↑  Nicola Harley:  Robin Hood tree wins coveted Tree of the Year crown In: The Telegraph, 17. Dezember 2016. Abgerufen am 11. Juli 2018 (englisch).
4. 1 2 3  Tony Henderson:  Is Sycamore Gap the most photographed tree in the UK? In: Newcastle Evening Chronicle, 16. Februar 2018. Abgerufen am 11. Juli 2018 (englisch).
5. 1 2 3 4  The Sycamore Gap Tree. In: European Tree of the Year. Environmental Partnership Association, archiviert vom Original am 20. Juni 2020; abgerufen am 29. September 2023 (englisch).
6. 1 2  Read about Sycamore Gap. In: National Trust. Archiviert vom Original am 4. Juli 2022 (englisch).
7. ↑  Our statement on the felling of the Sycamore Gap tree. In: nationaltrust.org.uk. 29. September 2023, abgerufen am 30. September 2023 (englisch).
8. ↑   Sycamore Gap on Hadrian's Wall is 'Tree of the Year' In: ITV News, 18. Dezember 2016. Abgerufen am 11. Juli 2018 (englisch).
9. ↑  Kelly Kizer Whitt: Sycamore Gap tree in the UK, remembered in images. In: earthsky.org. 28. September 2023, abgerufen am 28. September 2023 (englisch).
10. ↑   TV crew hurt in air crash In: BBC News, 30. Mai 2003. Abgerufen am 1. März 2021 (englisch).
11. ↑   Star gardener escapes 'copter death In: Evening Chronicle, 30. Mai 2003. Abgerufen am 1. März 2021 (englisch).
12. ↑  Shaurya Thapa: Where was ‘28 Years Later’ filmed? The locations behind Danny Boyle’s zombie sequel. In: TimeOut. 19. Juni 2025, abgerufen am 23. Juni 2025 (englisch).
13. ↑  Robyn Vinter:  Famous Sycamore Gap tree at Hadrian's Wall found cut down In: The Guardian, 28. September 2023 (englisch).
14. ↑  Laurence Sleator, Adam Vaughan:  Arrest after Sycamore Gap tree at Hadrian's Wall 'deliberately felled' In: The Times, 28. September 2023 (englisch).
15. ↑  Robyn Vinter, Josh Halliday:  Boy, 16, arrested after felling of famous Sycamore Gap tree at Hadrian’s Wall In: The Guardian, 28. September 2023. Abgerufen am 1. Oktober 2023 (britisches Englisch).
16. ↑  Robyn Vinter, Josh Halliday:  Boy, 16, arrested after felling of famous Sycamore Gap tree at Hadrian’s Wall In: The Guardian, 28. September 2023. Abgerufen am 1. Oktober 2023 (englisch).
17. ↑  Nach illegaler Fällung: Rettung für den "Robin-Hood-Baum"? Abgerufen am 11. Mai 2025.
18. ↑  Two men charged over felling of Sycamore Gap tree. In: BBC News. 24. April 2024, abgerufen am 6. Mai 2025 (britisches Englisch).
19. ↑  Nach illegaler Fällung: Rettung für den "Robin-Hood-Baum"? Abgerufen am 11. Mai 2025.
20. ↑  Chris Robinson: Sycamore Gap tree: The story so far. In: BBC. 30. April 2024, abgerufen am 6. Juni 2024 (englisch).
21. ↑  Sycamore Gap tree case moved to crown court as two men accused of felling famous landmark. In: Sky News. 16. Mai 2024, abgerufen am 6. Juni 2024 (englisch).
22. ↑  Emily Cleary, Ellen Manning, Jimmy Nsubuga: Who cut down the Sycamore Gap tree? Everything we know. In: Yahoo! News. 12. Juni 2024, abgerufen am 12. Juli 2024 (britisches Englisch).
23. ↑  Schuldspruch im Prozess um Fällung von "Robin Hood"-Baum. Abgerufen am 11. Mai 2025.
24. ↑  Schuldspruch im Prozess um Fällung von „Robin Hood“-Baum. In: tagesschau.de. Abgerufen am 9. Mai 2025.
25. ↑  Two men guilty of felling world-famous Sycamore Gap tree. Abgerufen am 9. Mai 2025 (britisches Englisch).
26. ↑  Christoph Prössl: Naturdenkmal in England – Hohe Strafen im Prozess um "Robin Hood"-Baum. In: Tagesschau.de. NDR, 15. Juli 2025, abgerufen am 15. Juli 2025.
27. ↑  Duncan Leatherdale: Men jailed for felling 'irreplaceable' sycamore. In: BBC News. 15. Juli 2025, abgerufen am 16. Juli 2025 (englisch).
28. ↑  Samantha Jagger, Tim Dodd:  Sycamore Gap: Shoots could regrow from felled tree, says trust In: BBC News, 29. September 2023. Abgerufen am 6. Mai 2025 (englisch).
29. ↑  Allyson Chiu: At a hidden nursery, this famed sycamore could get a second life. In: The Washington Post. 12. März 2024, abgerufen am 6. Juni 2024 (amerikanisches Englisch).
30. ↑  Bill Chappell: The Sycamore Gap tree is regenerating itself, delighting experts. In: NPR. 1. August 2024, abgerufen am 5. Januar 2025 (englisch).

Koordinaten: 55° 0′ 12,8″ N, 2° 22′ 25,9″ W